# Trojićke (obwód połtawski)
Trojićke (ukr. Троїцьке, do 2016 Frunziwka, ukr. Фрунзівка) – wieś na Ukrainie, w obwodzie połtawskim, w rejonie krzemieńczuckim, w hromadzie Hłobyne. W 2001 liczyła 840 mieszkańców, spośród których 814 wskazało jako ojczysty język ukraiński, 15 rosyjski, 1 mołdawski, 1 białoruski, a 9 inny.